# Larrys Mabiala
Larrys Mabiala (8 de Outubro de 1987 em Montfermeil, França) é um futebolista francês naturalizado congolês que atua como zagueiro.

## Carreira
Mabiala representou o elenco da Seleção da República Democrática do Congo de Futebol no Campeonato Africano das Nações de 2013.